# Polonia 1
Polonia 1 (en polaco, Polonia Jeden) es un canal de televisión de Polonia que emite por satélite y forma parte del grupo Polcast Television.
Fue fundado en 1993 como una de las primeras cadenas de televisión privadas del país, siguiendo el modelo de las redes de televisión estadounidenses. Su propietario hasta 1996 fue Nicola Grauso, un empresario vinculado a Silvio Berlusconi. Después de no haber obtenido una licencia analógica, Polonia 1 se convirtió en un canal de televisión por satélite.

## Historia
Con la caída del sistema comunista en 1989, Polonia vio nacer varios canales de televisión local en abierto que rompieron el monopolio de Telewizja Polska, el servicio público estatal. El 7 de marzo de 1993, doce emisoras locales de las ciudades más habitadas de Polonia se unieron para crear una red nacional de carácter comercial, «Polonia 1», con sede en Varsovia. Cada televisión tenía su propia marca a nivel local, pero desde las 16:00 hasta la medianoche emitía en cadena la misma programación.
El presidente de Polonia 1 era Nicola Grauso, un empresario siciliano vinculado a Silvio Berlusconi, presidente de Fininvest. Cada canal se intercambiaba cintas de video con los programas a emitir en un horario determinado, sorteando así las leyes polacas que entonces no contemplaban la televisión privada. La programación nacional consistía en series de ficción estadounidenses de la década de 1980, animación japonesa y telenovelas latinoamericanas. El resto del horario se cubría con repeticiones o espacios locales. Fininvest fue el proveedor de la programación y también creó una gestora para la venta de publicidad, Publipolska Multimedia. La cadena se hizo muy popular y un año después había alcanzado los ocho millones de espectadores, a pesar de su situación alegal. 
En 1994, el Consejo Nacional de Radiodifusión y Televisión polaco sacó a concurso la primera concesión de televisión privada y, entre otras condiciones, estableció que la inversión extranjera no podía superar el 33% del capital, algo que Nicola Grauso no cumplía. El ganador de la concesión fue la empresa Polsat, mientras que Polonia 1 pasó a ser ilegal y perdió sus emisoras locales. A pesar de ello, continuó emitiendo hasta que el gobierno polaco ordenó su cese de emisiones, pues las frecuencias que ocupaban eran de uso militar. El 29 de agosto se clausuraron seis de sus doce canales —entre ellos, los de Varsovia y Cracovia— y el grupo pasó a emitir a través del satélite Eutelsat. El resto fueron clausuradas a finales del año.
Polonia 1 no se presentó al siguiente concurso por una nueva concesión nacional y se centró en la televisión por satélite. En febrero de 1996, Grauso vendió el canal a la empresa Finmedia por 12 millones de dólares, y un año después pasó a manos de Vittorio Hemsi. El canal dejó de competir con el resto de generalistas y ofreció una programación basada en repeticiones, novelas, contenidos eróticos y teletienda. Desde 2006 está controlado por el grupo Polcast Television.